# Решетников, Михаил Михайлович (психолог)
Михаил Михайлович Решетников — российский врач-психиатр и психоаналитик, доктор психологических наук (1991), кандидат медицинских наук (1983), профессор (1993), Заслуженный деятель науки РФ (2010), с 1991 года ректор Восточно-Европейского института психоанализа (Санкт-Петербург), Почетный профессор Венского Университета им. Зигмунда Фрейда, автор книги об аутогенной тренировке как системе саморегуляции (1983, 1991, 2011).
Научные интересы: занимается исследованием проблем психопатологии, психотерапии, психологии массового поведения, экологических и социальных кризисов; вопросами истории, теории и методологии классического и современного психоанализа.
Член Совета ректоров Санкт-Петербурга и Союза ректоров России (Москва). Член Экспертного совета при министре МЧС РФ, член Экспертного совета по национальной безопасности и международным отношениям ГД РФ, член учёных (докторских) советов по философии и психологии Санкт-Петербургского государственного университета и учёного совета Института экстренной и радиационной медицины МЧС РФ. Член Учебно-методического совета по Психологии при Московском государственном университете.

## Деятельность
Член президиума Российского психологического общества (РПО, Москва) и вице-президент Петербургского отделения РПО; президент Европейской конфедерации психоаналитической психотерапии (ЕКПП, Вена, Австрия, 2008—2012); президент Российского отделения ЕКПП (2012—2016); член Президиума Российской психотерапевтической ассоциации и Общероссийской профессиональной психотерапевтической лиги. Практикующий специалист, обучающий аналитик и супервизор ЕКПП. Председатель Общероссийского Совета по Психотерапии и Консультированию (Москва). Член Всемирного совета по психотерапии и консультированию (Вена, Австрия). Член международной организации «Мост между Восточной и Западной психиатрией» (Рим, Италия) и др.
На протяжении ряда лет входит в первую десятку ведущих психологов страны (по версии «Психологической газеты»), занимает 8-е место в рейтинге из 100 ведущих российских психотерапевтов (по версии ОППЛ Москва). Пятикратный победитель и девятикратный лауреат Национального психологического конкурса «Золотая Психея».
В 2012 от имени Российского психологического общества награждён Почётной грамотой «За лучшее произведение в психологической науке» (за монографию «Психология войны»).
Член редакционных коллегий журналов: «Методология и история психологии» (Москва), «Психотерапия» (Москва), «Российский психотерапевтический журнал» (Санкт-Петербург), «Вестник психоанализа» (Санкт-Петербург), «Психотерапия» (Минск, Беларусь), «Развитие человека в современном мире» (Новосибирск), «Мост» (Рим, Италия) и др. Организатор и главный редактор издательства «ВЕИП» (1993). Научный редактор ряда впервые изданных на русском языке книг З. Фрейда, А. Фрейд, К. Хорни и др. Главный редактор 26-томного издания полного собрания сочинений З. Фрейда.

## Биография
Окончил Военно-медицинскую академию (1973), участник Афганской войны в качестве врача (1986).
С 1979 — на научной и преподавательской работе. Один из научных руководителей и разработчиков компьютерных технологий психолого-психиатрической экспертизы для Вооруженных Сил СССР и России (1982 — 1993).
В 1982 — 1993 — один из научных руководителей ряда исследовательских программ Министерства обороны СССР и России, посвященных поведению и деятельности людей в условиях вооружённых конфликтов, техногенных кризисов и экологических катастроф. Непосредственно участвовал в исследованиях и ликвидации последствий Чернобыльской аварии (1986), Спитакского землетрясения (1988), Уфимской железнодорожной катастрофы (1989) и др. С 2000 г. — в отставке, воинское звание — полковник медицинской службы.
В 1991 года организовал Восточно-Европейский институт психоанализа и является его ректором по настоящее время.
С 1992 — по 1996 руководитель аналитических служб и советник в Администрации Президента РФ, зам. Главного редактора издания Администрации Президента РФ «Российские вести», 1996—2006 — член экспертного совета Государственной Думы и Совета Федерации РФ.
За личные заслуги в изучении боевой психопатологии награждён орденом Красной звезды (1989), а в 2011 — орденом «Звезда Вернадского».

## Критика
В 2023 году, на фоне вторжения России на Украину, заявил что только у 3,2% участников боевых действий в ходе нападения на Украину могут развиться различные психотравмы, из них лишь 39% получат ПТСР и будут нуждаться в медпомощи, а остальные справятся самостоятельно, что противоречит исследованиям. По словам Решетникова так устойчивы к военным психотравмам только россияне, при этом ветераны армии США якобы испытывают подобные проблемы значительно чаще, так как «армия США постоянно вела несправедливые войны на чужой территории», а россияне же страдают ПТСР гораздо реже потому что вели войны «по защите Отечества, своих домов, своих жен и детей».
В своих статьях Решетников часто акцентирует политические темы, так он отмечал что Россия не имеет никакого отношения к «сепаратистским настроениям населения Донбасса» и катастрофе Boeing 777 в Донецкой области, а западные страны и СМИ «огульно объявляют Россию виновником» и вводят санкции, которые никак не влияют на общество, так как оно сплочено «на позициях предельно популярного лидера страны».Также Решетников рассуждал о «психическом нездоровье» Запада: «Неврозом и психозом могут страдать не только отдельные личности, но и большие социальные структуры, включая целые страны». В другой публикации Решетников назвал «вражду» по отношению к русским и русскому языку на Украине «качественно новым психологическим феноменом» так как Украина и Европа страдают «нарциссизмом малых различий»
Позиционирует себя как психолога, "доктора психологических наук", данные о получении психологического образования отсутствуют. По образованию - врач-психиатр. Как психоаналитик не признан международным сообществом психоаналитиков (о чём сам неоднократно говорил в интервью). Об отвержении европейскими психоаналитиками (он не получил психоаналитического образования) Решетников рассказывал, например, в статье "Михаил Решетников: психоанализ противоречил всей идеологии советского периода", 4 октября 2018 года:
"Но, как они не старались, мы не согласились следовать их (зарубежных сертифицированных психоаналитиков) консервативной, почти монастырской системе подготовки специалистов. И когда они поняли, что мы не будем создавать у себя английский, французский или американский психоанализ, что он будет исходно русским, они тут же утратили к нам интерес. Это были своеобразные санкции с лишением нас всех интеллектуальных "кредитов" и доступа в их западные психоаналитические клубы."
О характере получения им психоаналитического образования он рассказывает в той же статье:
"Сказать, что никто не занимался (психоанализом), будет не совсем верно. Я бы сказал, что он был в некотором полуподпольном состоянии. К нашему счастью, в отличие от фашистской Германии, где книги Фрейда публично сжигались, у нас с ними поступили более гуманно: они были переданы в спецхран, и получить доступ к ним всё-таки было можно - по специальному разрешению. А я сказал "полуподпольно" потому, что были смельчаки, которые делали фотокопии этих книг, правда, размером 6х9 см. Читать приходилось с лупой, а если у кого находили такую запретную литературу, это было чревато серьёзными неприятностями." Здесь речь идёт "о чтении с лупой" перепечаток из книг, полученных из спецхрана. Сведения о систематическом обучении у признанных психоаналитиков или обучении в какой-либо школе психоанализа (речь о реальном учебном заведении, готовящем психоаналитиков) с получением соответствующего диплома в биографии Решетникова отсутствуют.